# Лусака (провинция)
Лусака е една от провинциите на Замбия. Разположена е в южната ѝ част и граничи със съседните на Замбия държави Мозамбик и Зимбабве. Площта ѝ е 23 490 км², а населението e 3 308 438 души (по изчисления за юли 2019 г.). Столицата на провинцията е град Лусака, който е столица на цяла Замбия.
Големи градове, освен столицата Лусака, са Кафуе, Луангва и други. Провинцията е разделена на 4 района.